# Triancyra scabra
Triancyra scabra är en stekelart som beskrevs av Baltazar 1961. Triancyra scabra ingår i släktet Triancyra och familjen brokparasitsteklar. Utöver nominatformen finns också underarten T. s. meridionalis.